# Enterocolitis
La enterocolitis o coloenteritis es una inflamación del tracto digestivo, implicando enteritis del intestino delgado y colitis del colon. Pueda ser causada por varias infecciones, con bacterias, virus, hongos, parásitos, u otras causas. Los síntomas comunes incluyen es defecaciones diarreicas frecuentes, con o sin náusea, vómito, dolor abdominal, fiebre, escalofríos y alteración de condición general. Las manifestaciones generales están dadas por la diseminación del agente contagioso o sus toxinas, por el cuerpo, o – con más frecuencia – por pérdidas significativas de agua y minerales, consecuencia directa de la diarrea y vómitos.
Entre los agentes causantes de enterocolitis aguda están:
- Bacterias: Salmonela, Shigella, Escherichia coli, Campylobacter etc.;
- Virus: enterovirus, rotavirus, Norovirus, adenovirus;
- Hongos: Candidiasis, especialmente en pacientes inmunodeprimidos o quién anteriormente han recibido un tratamiento con antibióticos de forma prolongada;
- Parásitos: Giardia lamblia (con alta frecuencia de infestación en la población, pero no siempre con manifestaciones clínicas), Balantidium coli, Blastocystis hominis, Cryptosporidium (diarrea en personas con inmunodepresión), Entamoeba histolytica (produce disentería amebiana, común en áreas tropicales).

## Tipos
Tipos específicos de enterocolitis:
- Enterocolitis necrosante (más común en bebés prematuros)
- Enterocolitis seudomembranosa (también llamada "Colitis seudomembranosa")

- Datos: Q3055368